# Лози (Лубенський район)
Ло́зи —  село в Україні, у Хорольській міській громаді Лубенського району Полтавської області. Населення становить 31 осіб. До 2020 орган місцевого самоврядування — Петрівська сільська рада.

## Географія
Село Лози знаходиться на правому березі річки Хорол, вище за течією на відстані 1,5 км розташоване село Єньки, нижче за течією на відстані 1 км розташоване село Вереміївка (Кременчуцький район), на протилежному березі - село Бовбасівка. Річка в цьому місці звивиста, утворює лимани, стариці та заболочені озера.

## Історія
12 червня 2020 року, відповідно до розпорядження Кабінету Міністрів України № 721-р «Про визначення адміністративних центрів та затвердження територій територіальних громад Полтавської області», село увійшло до складу Хорольської міської громади..
19 липня 2020 року, в результаті адміністративно - територіальної реформи та ліквідації Хорольського району, село увійшло до складу новоутвореного Лубенського району.